# Jacaré (Cabreúva)
Jacaré é um distrito do município brasileiro de Cabreúva, que integra a Região Metropolitana de Jundiaí, no interior do estado de São Paulo.

## História

### Origem
A formação do bairro apresenta duas fases distintas: na primeira, no final do século XIX, vê surgir uma escola (construída no terreno doado pelo Capitão Vitório Togni) e uma capela, bem como um armazém de secos e molhados. Nessa época o bairro ainda pertencia ao município de Itu.
Depois, a inauguração da Rodovia Marechal Rondon (atual Rodovia Dom Gabriel Paulino Bueno Couto) em 21 de abril de 1951, permitiu a chegada de um grande número de pessoas à região.

### Toponímia
Duas histórias são contadas para explicar a origem do nome do distrito do Jacaré: numa delas, diz-se que havia um tronco de árvore chamada jacaré que servia de ponte para atravessar o Rio Piraí. Ao lado da ponte, surgiu uma capela e um barracão para abrigar tropeiros e fiéis.
Uma outra versão diz que os tropeiros que iam para o Porto de Santos gostavam de passar por uma lagoa na Fazenda Pindorama, e o proprietário teria soltado pequenos jacarés para assustar os invasores.

### Formação administrativa
- Distrito criado pela Lei n° 4.954 de 27/12/1985, com sede no Bairro de Jacaré e com território desmembrado dos distritos de Bom Fim do Bom Jesus e Cabreúva[5][6].

### Pedido de emancipação
O distrito tentou a emancipação político-administrativa e ser elevado à município, através de processo que deu entrada na Assembléia Legislativa do Estado de São Paulo no ano de 1990, mas o processo encontra-se com a tramitação suspensa.

## Geografia

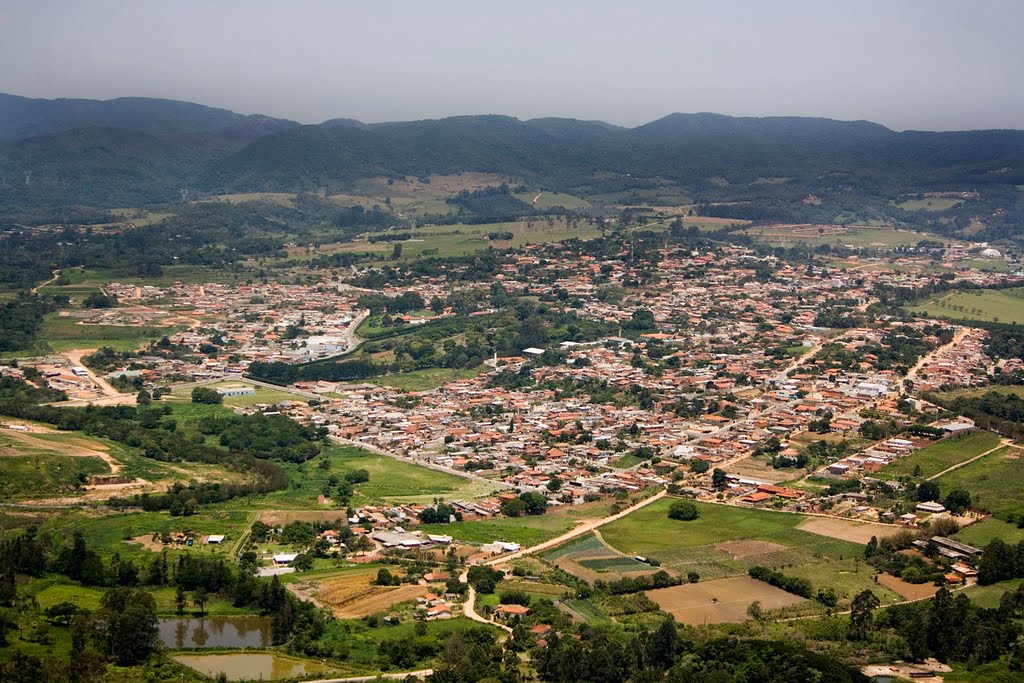
Vista aérea.

### Demografia

#### População urbana
| Crescimento população urbana | Crescimento população urbana | Crescimento população urbana | Crescimento população urbana |
| Censo                        | Pop.                         |                              | %±                           |
| ---------------------------- | ---------------------------- | ---------------------------- | ---------------------------- |
| 1980                         | 3 972                        |                              | —                            |
| 1991                         | 9 223                        |                              | 132,2%                       |
| 2000                         | 20 135                       |                              | 118,3%                       |
| 2010                         | 28 689                       |                              | 42,5%                        |
| Fonte: IBGE e Fundação SEADE |                              |                              |                              |

No Censo 1980 (IBGE) Jacaré era classificado pelo IBGE como área urbana isolada do distrito de Bom Fim do Bom Jesus.

#### População total
Pelo Censo 2010 (IBGE) a população total do distrito era de 30 192 habitantes.

### Área territorial
A área territorial do distrito é de 74,633 km².

### Rodovias
O principal acesso ao distrito é a Rodovia Dom Gabriel Paulino Bueno Couto (SP-300).

## Serviços públicos

### Registro civil
Atualmente é feito no próprio distrito, pois o Cartório de Registro Civil das Pessoas Naturais do distrito sede de Cabreúva está instalado em Jacaré.

### Saneamento
O serviço de abastecimento de água é feito pela Companhia de Saneamento Básico do Estado de São Paulo (SABESP).

### Energia
A responsável pelo abastecimento de energia elétrica é a Neoenergia Elektro, antiga CESP.

### Telecomunicações
O sistema de telefones automáticos foi inaugurado no distrito em 1977 pela Telecomunicações de São Paulo (TELESP), que também implantou o sistema de discagem direta à distância (DDD) em 1981 com o código de área (011).

## Religião
O Cristianismo se faz presente no distrito da seguinte forma:

### Igreja Católica
- A igreja faz parte da Diocese de Jundiaí[22].

### Igrejas Evangélicas
- Congregação Cristã no Brasil[23].